# Estilo de aprendizaje

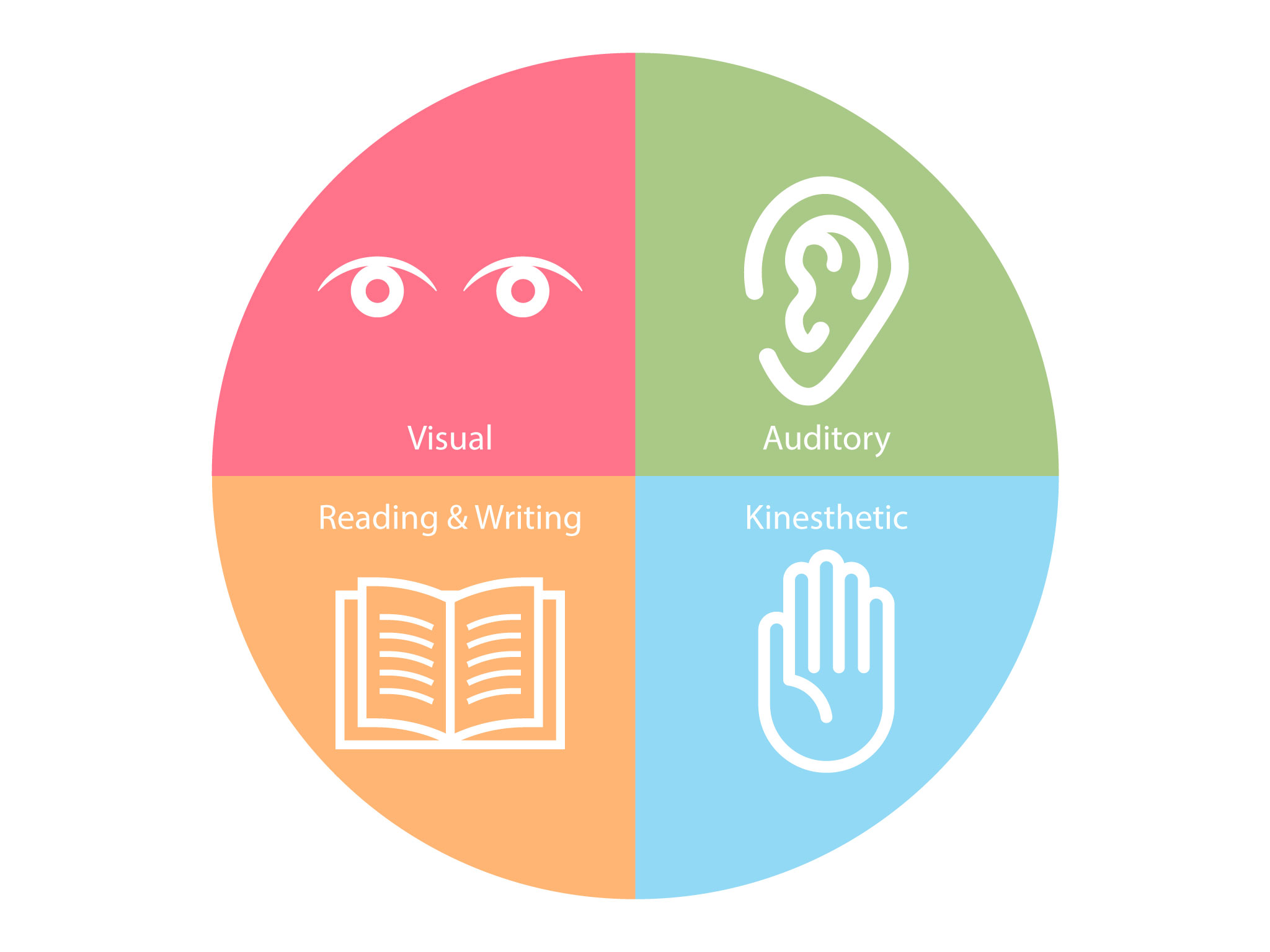
Representación visual de 4 estilos de aprendizaje.

Los estilos de aprendizaje se definen como las distintas maneras en que un individuo puede aprender. Para D. E. Hunt, describen las condiciones bajo las que un estudiante se encuentra en la mejor situación para aprender, o qué estructura necesita para mejorar el proceso de aprendizaje.  En términos generales, los estilos de aprendizaje se emplean en el ámbito psicológico y educativo para referirse a la manera distintiva en que las personas resuelven problemas, es decir, la respuesta a estímulos e información. También, es posible definirlo a partir del comportamiento característico de una persona, desde lo afectivo, fisiológico y cognitivo, mismo que permite identificar la manera en que el alumno interactúa con un entorno de aprendizaje.

## Definiciones
A continuación se revisarán algunas de ellas: Según Keefe (1988)
"los estilos de aprendizaje son los rasgos cognitivos, afectivos y fisiológicos, que sirven como indicadores relativamente estables, de cómo los discentes   perciben,   interaccionan   y   responden   a   sus   ambientes   de aprendizaje" 
(1984) incluye el concepto de estilos de aprendizaje dentro de su modelo de aprendizaje por la experiencia y lo describe como
"algunas capacidades de aprender, que se destacan por encima de otras, como resultado del aparato hereditario de las experiencias vitales propias, y de las exigencias del medio ambiente actual".
El estilo de aprendizaje consiste en definitiva en cómo nuestra mente procesa la información, cómo es influida por las percepciones de cada individuo, con el fin de alcanzar aprendizajes eficaces y significativos. Por ejemplo, cuando se aprende un nuevo concepto, algunos estudiantes se centran en los detalles, otros en los aspectos lógicos, otros prefieren hacerlo leyendo o llevándolos a la práctica a través de actividades. Por ello es necesario planificar actividades ajustadas a los estilos de aprendizaje de los participantes de manera que sean más receptivos cuando perciban que los objetivos del programa de formación responden a sus necesidades y expectativas.

### Howard Gardner (1983)
Los estilos son las inteligencias puestas a trabajar en tareas y contextos determinados. La teoría básica puede resumirse en las siguientes palabras: cada persona tiene ocho inteligencias, habilidades cognoscitivas. Estas inteligencias trabajan juntas, aunque como entidades semiautónomas. Cada persona desarrolla unas más que otras. Diferentes culturas y segmentos de la sociedad ponen diferentes énfasis en ellas.
- Inteligencia lingüística: En los niños y niñas se aprecia en su facilidad para escribir, leer, contar cuentos o hacer crucigramas.
- Inteligencia lógico-matemática: Se aprecia en los menores por su interés en patrones de medida, categorías y relaciones. Facilidad para la resolución de problemas aritméticos, juegos de estrategia y experimentos.
- Inteligencia espacial: Los niños y niñas piensan en imágenes y dibujos. Tienen facilidad para resolver rompecabezas, dedican el tiempo libre a dibujar, prefieren juegos constructivos, etc.
- Inteligencia musical: Los menores se manifiestan frecuentemente con canciones y sonidos. Identifican con facilidad los sonidos.
- Inteligencia corporal cinestésica: Facilidad para procesar el conocimiento a través de las sensaciones corporales. Los menores tienen una marcada capacidad para realizar actividades que requieren fuerza, rapidez, flexibilidad, coordinación óculo-manual y equilibrio.
- Inteligencia naturalista: Los niños y niñas piensan instintivamente. Tienden a dejarse llevar, observan el entorno, idean con material de la naturaleza, etc.
- Inteligencia interpersonal: Se comunican bien y son líderes en sus grupos. Entienden bien los sentimientos de los demás y proyectan con facilidad las relaciones interpersonales.
- Inteligencia intrapersonal: Relacionada con la capacidad de un sujeto de conocerse a sí mismo: sus reacciones, emociones y vida interior.

### R. Schmeck  (1988)
Los estilos de aprendizaje son "los modos característicos por los que un individuo procesa la información, siente y se comporta en las situaciones de aprendizaje".
21616

### K. Dunn y G. Price (1995)
Los estilos de aprendizaje reflejan "la manera en que los estímulos básicos afectan a la habilidad de una persona para absorber y retener la información".

### R. Schmeck (1998)
Es simplemente el estilo cognitivo que un individuo manifiesta cuando se enfrenta a una tarea de aprendizaje, y refleja las estrategias preferidas, habituales y naturales del estudiante para aprender, de ahí que pueda ser ubicado en algún lugar entre la personalidad y las estrategias de aprendizaje, por no ser tan específico como estas últimas, ni tan general como la primera. 
A lo largo de los años y de las investigaciones realizadas, ha variado y se ha enriquecido la definición de estilos de aprendizaje. A pesar de que algunos autores concuerdan en explicarlos como la forma en que la mente procesa la información, existen algunas variaciones cuando se habla de estímulos o estrategias que permiten resolver tareas y problemas en el proceso de aprendizaje. Lo anterior se refleja en los modelos propuestos, donde se categorizan los estilos. 

### Camarero Suárez, F., Buey, F. M. D. & Herrero Diez, J. (2000)
Destacan que los estilos de aprendizaje son “preferencias y tendencias altamente individualizadas, que influyen en la manera de aprender de las personas”.

## Modelos
Existen diversas posturas en la clasificación de estilos de aprendizaje. Algunos ejemplos se observan en la siguiente tabla:
| Modelo                                         | Estilos de aprendizaje                                                            |
| ---------------------------------------------- | --------------------------------------------------------------------------------- |
| Sistema de representación (Modelo PNL)         | Visual Auditivo Kinestésico                                                       |
| Procesamiento de información (Honey y Mumford) | Activo Reflexivo Pragmático Teórico                                               |
| Categoría bipolar (Felder y Silverman)         | Sensoriales/Intuitivos Visuales/Verbales Secuenciales/Globales Activos/Reflexivos |
| Preferencias de pensamiento (Ned Herman)       | Racionales Cuidadosos Experimentales Emotivos                                     |
| Agente de aprendizaje (David A. Kolb)          | Convergente Divergente Asimilador Acomodador                                      |
| VARK (Fleming and Mills)                       | Visual Auditivo Lecto-escritor Kinestésico                                        |

## Instrumentos de evaluación para estilos de aprendizaje
Al igual que la propuesta de distintos modelos, los autores se han encargado de la elaboración de pruebas para la clasificación o medición de estilos de aprendizaje. A continuación se enlistan algunos:
- Jerome Kagan (1966). Test de Emparejamiento de Figuras Familiares (Matching Familiar Figures Test).
- David Kolb (1976). Inventario de Estilos de Aprendizaje (Learning Style Inventory).
- Richard M. Felder y Linda K. Silverman (1988).  Cuestionario Índice de Estilo de Aprendizaje (Index of Learning Styles).
- Alonso, Gallego y Honey (1992, 1994). Cuestionario Honey-Alonso de Estilos de Aprendizaje (CHAEA).
- Mencke, R. y Hartman, S. (2000). La valoración de Estilos de Aprendizaje (Learning Style Assessment -LSA).
- Renzulli, J.; Smith, L. y Rizza M. (2002). Inventario de Estilos de Aprendizaje- Versión III (Learning Styles Inventory--Version III-Elementary Class Set).
- Camarero Suárez, F., Buey, F. M. D., & Herrero Diez, J. (2000). Estilos y estrategias de aprendizaje en estudiantes universitarios. Psicothema, 12(4).
- Leite, W. L., Svinicki, M. & Shi, Y. (2010). Intento de validación de las puntuaciones del VARK: Inventario de Estilos de Aprendizaje con modelos de análisis factorial confirmatorio multirasgo-multimétodo (Attempted Validation of the Scores of the VARK: Learning Styles Inventory With Multitrait-Multimethod Confirmatory Factor Analysis Models).

## Críticas al modelo
Las teorías sobre los estilos de aprendizaje han sido criticadas por muchos académicos e investigadores. Algunos psicólogos y neurocientíficos han cuestionado la base científica de separar estudiantes basándose en estilos de aprendizaje. De acuerdo con Susan Greenfield la práctica “no tiene sentido” desde un punto de vista neurocientífico: “Los seres humanos han evolucionado para construir una imagen del mundo a través de nuestros sentidos trabajando al unísono, explotando la inmensa interconectividad que existe en el cerebro”.
Muchos psicólogos educativos han mostrado que existe escasa evidencia que demuestre la eficacia de la mayoría de los modelos de estilo de aprendizaje, y lo que es más, que los modelos se basan frecuentemente en bases teóricas dudosas. De acuerdo con el profesor de educación Steven Stahl, ha habido un “fracaso absoluto para demostrar que adjudicarle estilos de aprendizaje a los niños con sus métodos instructivos correspondientes haya logrado algún efecto en su aprendizaje”. El profesor de educación Guy Claxton ha puesto en duda los alcances de que los estilos de aprendizaje como el modelo VARK sean de ayuda, particularmente si pueden mostrar la propensión a etiquetar a los niños, y limitándolos por tanto a restringir su aprendizaje. De manera similar, el psicólogo Kris Vasquez apuntó un número de problemas con los estilos de aprendizaje, incluyendo la falta de evidencia empírica de que los estilos de aprendizaje son útiles en producir éxito en el aprendizaje. Además, resalta una preocupación más grave: el uso de estilos de aprendizaje en el salón podría llevar a los estudiantes a desarrollar teorías implícitas limitantes sobre sí mismos, que al final podrían convertirse en profecías autocumplidas más perjudiciales que beneficiosas, con la intención de atender la diversidad de estudiantes. 
Los psicólogos Scott Lilienfeld, Barry Beyerstein y colegas incluyeron dentro de su lista de “los 50 más grandes mitos de la psicología popular” la idea de que “los estudiantes aprenden mejor cuando se busca una correspondencia entre un estilo de enseñanza y su estilo de aprendizaje”, y sintetizaron algunas de las razones más relevantes para no creer en este “mito”.  